# Szkoła katedralna we Wrocławiu
Szkoła katedralna we Wrocławiu – najstarsza szkoła Wrocławia i Śląska, działająca od schyłku XI w. do 1900 r. 
Szkoła przy katedrze wrocławskiej powstała u schyłku XI w.,  pierwsza wzmianka pisemna o niej pochodzi z 1212. Była to  najstarsza szkoła Wrocławia i Śląska. Znajdowała się na terenie Ostrowa Tumskiego na północ od katedry. Aż do końca XVI w. placówka ta realizowała pełny program sztuk wyzwolonych: dwuletnie trivium (szkoła niższa) i również dwuletnie quadrivium (szkoła wyższa). Absolwentem pełnego kursu zostawało się w wieku ok. 10 lat. Program obejmował przede wszystkim naukę religii, czytania oraz pisania, a także śpiewu i łaciny. Ponadto uczniowie trivium poznawali dialektykę, łacińską gramatykę i retorykę, a uczniowie quadrivium podstawy astronomii, geometrii, arytmetyki i muzykę. Poziom edukacji tej szkoły był bardzo wysoki na tle innych tego typu placówek. Przy szkole funkcjonował konwikt dla ubogich uczniów. Jako dwupoziomowa szkoła działała w mieście do schyłku XVI w., gdy  postanowiono, że uczniowie chcący opanować poziom quadrivium będą odtąd uczyć się w szkole w Nysie, a przy wrocławskiej katedrze pozostanie tylko trzyletnia szkoła trivium. Tę ostatnią, działającą jako szkoła ludowa, zamknięto w 1900.